# Ronde van Burgos 2013
De 35e editie van de wielerwedstrijd Ronde van Burgos (Spaans: Vuelta a Burgos 2013) werd gehouden van 7 augustus tot en met 11 augustus 2013 in Burgos, Spanje. De meerdaagse wielerkoers maakt deel uit van de UCI Europe Tour 2013. Na zijn tweede plaats in de Ronde van Frankrijk won de Colombiaan Nairo Quintana de Ronde van Burgos.

## Deelnemende Ploegen
UCI World Tour-ploegen
- AG2R-La Mondiale
- Astana
- Katjoesja
- Euskaltel-Euskadi
- Cannondale Pro Cycling Team
- Orica-GreenEdge
- Team Movistar
- FDJ.fr
- Sky ProCycling

Professionele continentale ploegen
- Caja Rural-Seguros RGA
- Colombia
- Cofidis
- Team NetApp-Endura
- Vini Fantini-Selle Italia

Continentale ploegen
- Euskadi
- Burgos BH-Castilla y León

## Deelnemende Belgen en Nederlanders
| Naam            | Rugnummer | Nationaliteit | Ploeg                     | Uitslag |
| --------------- | --------- | ------------- | ------------------------- | ------- |
| Jens Keukeleire | 45        | België        | Orica-GreenEdge           | DNF     |
| Romain Zingle   | 128       | België        | Cofidis                   | 41      |
| Steve Bekaert   | 145       | België        | Burgos BH-Castilla y León | 16      |

## Deelnemende Nationale kampioenen
| Naam            | Rugnummer | Nationaliteit | Ploeg              | Uitslag |
| --------------- | --------- | ------------- | ------------------ | ------- |
| Jesús Herrada   | 14        | Spanje        | Team Movistar      | DNF     |
| Jussi Veikkanen | 58        | Finland       | FDJ.fr             | 79      |
| Jan Bárta       | 111       | Tsjechië      | Team NetApp-Endura | 51      |

## Etappe-overzicht
| etappe | datum       | start               | finish                 | afstand | winnaar         | klassementsleider |
| ------ | ----------- | ------------------- | ---------------------- | ------- | --------------- | ----------------- |
| 1e     | 7 augustus  | Burgos              | Burgos                 | 139 km  | Simone Ponzi    | Simone Ponzi      |
| 2e     | 8 augustus  | Roa                 | Clunia                 | 157 km  | Jens Keukeleire | Anthony Roux      |
| 3e     | 9 augustus  | Villadiego          | Ojo Guareña            | 175 km  | Jens Keukeleire | Anthony Roux      |
| 4e     | 10 augustus | Doña Santos         | Santo Domingo de Silos | 162 km  | Anthony Roux    | Anthony Roux      |
| 5e     | 11 augustus | Comunero de Revenga | Lagunas de Neila       | 170 km  | Nairo Quintana  | Nairo Quintana    |

## Etappe-uitslagen

### 1e etappe
| Burgos - Burgos (139 km) |                    |                 |          |
| Plaats                   | Naam               | Ploeg           | Tijd     |
| Winnaar                  | Simone Ponzi       | Astana          | 3u16'34" |
| 2                        | Daniele Ratto      | Cannondale      | z.t.     |
| 3                        | Sergej Tsjernetski | Katjoesja       | z.t.     |
|                          |                    |                 |          |
| 6                        | Jens Keukeleire    | Orica-GreenEdge | +3"      |

| Algemeen klassement |                    |                 |          |
| Plaats              | Naam               | Ploeg           | Tijd     |
| Paarse trui         | Simone Ponzi       | Astana          | 3u16'34" |
| 2                   | Daniele Ratto      | Cannondale      | z.t.     |
| 3                   | Sergej Tsjernetski | Katjoesja       | z.t.     |
|                     |                    |                 |          |
| 6                   | Jens Keukeleire    | Orica-GreenEdge | +3"      |

### 2e etappe
| Roa - Clunia (157 km) |                   |                  |          |
| Plaats                | Naam              | Ploeg            | Tijd     |
| Winnaar               | Jens Keukeleire   | Orica-GreenEdge  | 3u37'02" |
| 2                     | Rinaldo Nocentini | AG2R-La Mondiale | z.t.     |
| 3                     | Dario Cataldo     | Sky ProCycling   | z.t.     |

| Algemeen klassement |                    |                 |          |
| Plaats              | Naam               | Ploeg           | Tijd     |
| Paarse trui         | Anthony Roux       | FDJ.fr          | 6u53'36" |
| 2                   | Simone Ponzi       | Astana          | +2"      |
| 3                   | Sergej Tsjernetski | Katjoesja       | +2"      |
|                     |                    |                 |          |
| 4                   | Jens Keukeleire    | Orica-GreenEdge | +3"      |

### 3e etappe
| Villadiego - Ojo Guareña (175 km) |                 |                 |          |
| Plaats                            | Naam            | Ploeg           | Tijd     |
| Winnaar                           | Jens Keukeleire | Orica-GreenEdge | 4u13'33" |
| 2                                 | Anthony Roux    | FDJ.fr          | z.t.     |
| 3                                 | Daniele Ratto   | Cannondale      | z.t.     |

| Algemeen klassement |                    |                 |           |
| Plaats              | Naam               | Ploeg           | Tijd      |
| Paarse trui         | Anthony Roux       | FDJ.fr          | 11u07'09" |
| 2                   | Simone Ponzi       | Astana          | +2"       |
| 3                   | Sergej Tsjernetski | Katjoesja       | +2"       |
|                     |                    |                 |           |
| 4                   | Jens Keukeleire    | Orica-GreenEdge | +3"       |

### 4e etappe
| Doña Santos - Santo Domingo de Silos (162 km) |                 |                        |          |
| Plaats                                        | Naam            | Ploeg                  | Tijd     |
| Winnaar                                       | Anthony Roux    | FDJ.fr                 | 3u54'59" |
| 2                                             | Simone Ponzi    | Astana                 | z.t.     |
| 3                                             | Francesco Lasca | Caja Rural-Seguros RGA | z.t.     |
|                                               |                 |                        |          |
| 49                                            | Romain Zingle   | Cofidis                | z.t.     |

| Algemeen klassement |                    |                           |           |
| Plaats              | Naam               | Ploeg                     | Tijd      |
| Paarse trui         | Anthony Roux       | FDJ.fr                    | 15u02'08" |
| 2                   | Simone Ponzi       | Astana                    | +2"       |
| 3                   | Sergej Tsjernetski | Katjoesja                 | +2"       |
|                     |                    |                           |           |
| 27                  | Steve Bekaert      | Burgos BH-Castilla y León | +47"      |

### 5e etappe
| Comunero de Revenga - Lagunas de Neila (170 km) |                |                           |          |
| Plaats                                          | Naam           | Ploeg                     | Tijd     |
| Winnaar                                         | Nairo Quintana | Team Movistar             | 4u26'57" |
| 2                                               | David Arroyo   | Caja Rural-Seguros RGA    | +23"     |
| 3                                               | Ivan Basso     | Cannondale                | +25"     |
|                                                 |                |                           |          |
| 18                                              | Steve Bekaert  | Burgos BH-Castilla y León | +5'49"   |

## Eindklassementen
| Plaats      | Naam               | Ploeg                     | Tijd      |
| ----------- | ------------------ | ------------------------- | --------- |
| Paarse trui | Nairo Quintana     | Team Movistar             | 19u29'22" |
| 2           | David Arroyo       | Caja Rural-Seguros RGA    | +23"      |
| 3           | Vincenzo Nibali    | Astana                    | +55"      |
| 4           | Giampaolo Caruso   | Katjoesja                 | +1'14"    |
| 5           | André Cardoso      | Caja Rural-Seguros RGA    | +1'16"    |
| 6           | Mikel Landa        | Euskaltel-Euskadi         | +1'24"    |
| 7           | Sergej Tsjernetski | Katjoesja                 | +1'29"    |
| 8           | Samuel Sánchez     | Euskaltel-Euskadi         | +1'53"    |
| 9           | Cayetano Sarmiento | Cannondale                | +2'07"    |
| 10          | Ivan Basso         | Cannondale                | +2'17"    |
| 11          | Mikaël Cherel      | AG2R-La Mondiale          | +2'20"    |
| 12          | José Herrada       | Team Movistar             | +3'30"    |
| 13          | Francesco Failli   | Vini Fantini-Selle Italia | +5'15"    |
| 14          | Giovanni Visconti  | Team Movistar             | +5'42"    |
| 15          | Robinson Chalapud  | Colombia                  | +5'54"    |
|             |                    |                           |           |
| 16          | Steve Bekaert      | Burgos BH-Castilla y León | +6'19""   |

| Plaats      | Naam               | Ploeg     | Punten |
| ----------- | ------------------ | --------- | ------ |
| Groene trui | Anthony Roux       | FDJ.fr    | 73     |
| 2           | Simone Ponzi       | Astana    | 64     |
| 3           | Sergej Tsjernetski | Katjoesja | 44     |

| Plaats    | Naam           | Ploeg                  | Punten |
| --------- | -------------- | ---------------------- | ------ |
| Rode trui | Amets Txurruka | Caja Rural-Seguros RGA | 60     |
| 2         | Nairo Quintana | Team Movistar          | 41     |
| 3         | David Arroyo   | Caja Rural-Seguros RGA | 25     |

1946 · 1947 · 1948–1980 · 1981 · 1982 · 1983 · 1984 · 1985 · 1986 · 1987 · 1988 · 1989 · 1990 · 1991 · 1992 · 1993 · 1994 · 1995 · 1996 · 1997 · 1998 · 1999 · 2000 · 2001 · 2002 · 2003 · 2004 · 2005 · 2006 · 2007 · 2008 · 2009 · 2010 · 2011 · 2012 · 2013 · 2014 · 2015 · 2016 · 2017 · 2018 · 2019 · 2020 · 2021 · 2022 · 2023 · 2024 · 2025
Etappewedstrijden

 Ster van Bessèges · 
 Ronde van de Middellandse Zee · 
 Ruta del Sol · 
 Ronde van de Algarve · 
 Ronde van de Haut-Var · 
 Driedaagse van West-Vlaanderen · 
 Internationale Wielerweek · 
 Internationaal Wegcriterium · 
 Driedaagse van De Panne-Koksijde · 
 Ronde van de Sarthe · 
 Ronde van Trentino · 
 Ronde van Turkije · 
 Ronde van Asturië · 
 Vierdaagse van Duinkerke · 
 Ronde van Azerbeidzjan · 
 Szlakiem Grodòw Piastowskich · 
 Ronde van Castilië en León · 
 Ronde van Picardië · 
 Ronde van Noorwegen · 
 World Ports Classic · 
 Ronde van Beieren · 
 Ronde van België · 
 Tour des Fjords · 
 Ronde van Estland · 
 Ronde van Luxemburg · 
 Boucles de la Mayenne · 
 Ster ZLM Toer · 
 Ronde van Slovenië · 
 Route du Sud · 
 Ronde van Oostenrijk · 
 Sibiu Cycling Tour · 
 Ronde van Wallonië · 
 Ronde van Portugal · 
 Ronde van Denemarken · 
 Ronde van de Ain · 
 Ronde van Burgos · 
 Arctic Race of Norway · 
 Ronde van de Limousin · 
 Ronde van Poitou-Charentes · 
 Wielerweek van Lombardije · 
 Ronde van Groot-Brittannië · 
 Ronde van Gévaudan Languedoc-Roussillon · 
 Eurométropole Tour
Eendaagse wedstrijden

 GP La Marseillaise · 
 Grote Prijs van de Etruskische Kust · 
 Trofeo Palma · 
 Trofeo Ses Salines · 
 Trofeo Serra de Tramuntana · 
 Trofeo Platja de Muro · 
 Trofeo Laigueglia · 
 Ronde van Murcia · 
 Omloop Het Nieuwsblad · 
 Classic Sud Ardèche · 
 GP Lugano · 
 Clásica de Almería · 
 Kuurne-Brussel-Kuurne · 
 La Drôme Classic · 
 Le Samyn · 
 GP Città di Camaiore · 
 Strade Bianche · 
 Roma Maxima · 
 Ronde van Drenthe · 
 Dwars door Drenthe · 
 Nokere Koerse · 
 GP Nobili Rubinetterie · 
 Handzame Classic · 
 Classic Loire-Atlantique · 
 Grote Prijs van Cholet-Pays de Loire · 
 Dwars door Vlaanderen · 
 Route Adélie de Vitré · 
 Volta Limburg Classic · 
 Grote Prijs Miguel Indurain · 
 Ronde van La Rioja · 
 Scheldeprijs · 
 GP Pino Cerami · 
 Klasika Primavera · 
 Parijs-Camembert · 
 Brabantse Pijl · 
 GP Denain · 
 Ronde van de Finistère · 
 Tro Bro Léon · 
 Ronde van Keulen · 
 La Roue Tourangelle · 
 Rund um den Finanzplatz Eschborn-Frankfurt · 
 Ronde van de Somme · 
 ProRace Berlin · 
 Grote Prijs van Plumelec · 
 Boucles de l'Aulne · 
 Ronde van Zeeland Seaports · 
 Trofeo Melinda · 
 GP Kanton Aargau · 
 Ronde van Limburg · 
 Ronde van de Apennijnen · 
 Halle-Ingooigem · 
 Trofeo Matteotti · 
 Prueba Villafranca de Ordizia · 
 GP Industria & Artigianato-Larciano · 
 Ronde van Toscane · 
 Circuito de Getxo · 
 Polynormande · 
 RideLondon Classic · 
 GP Stad Zottegem · 
 Dutch Food Valley Classic · 
 Châteauroux Classic de l'Indre · 
 Druivenkoers Overijse · 
 Ronde van Veneto · 
 Schaal Sels · 
 Memorial Rik Van Steenbergen · 
 Brussels Cycling Classic · 
 GP Fourmies · 
 Ronde van de Doubs · 
 GP Jef Scherens · 
 Coppa Bernocchi · 
 Coppa Agostoni · 
 GP van Wallonië · 
 Ronde van de Drie Valleien · 
 Kampioenschap van Vlaanderen · 
 Memorial Marco Pantani · 
 Grote Prijs Impanis-Van Petegem · 
 GP van Isbergues · 
 GP Industria & Commercio di Prato · 
 Omloop van het Houtland · 
 Duo Normand · 
 Milaan-Turijn · 
 Ronde van Piëmont · 
 Ronde van het Münsterland · 
 Pro Cycling Marathon · 
 Ronde van de Vendée · 
 Memorial Frank Vandenbroucke · 
 Coppa Sabatini · 
 Parijs-Bourges · 
 Ronde van Emilia · 
 GP Beghelli · 
 Parijs-Tours · 
 Nationale Sluitingsprijs · 
 Ronde van Romagna · 
 Chrono des Nations